# Georg Friedrich Baermann
Georg Friedrich Baermann (sau George Bärmann, n. 12 octombrie 1717 la Leipzig - d. 6 februarie 1769 la Wittenberg) a fost un matematician german.
Contribuțiile sale se înscriu în special în domeniul algebrei.
Astfel, a reușit o demonstrație a binomului lui Newton.

## Scrieri
- Elementorum Euclidis libri XV ad Graeci contextus fidem recensiti et ad usum tironum accomodati (Leipzig, 1744)
- De vectibus curvilineis (Leipzig, 1737)
- Analysis problematis geometrici, in: Acta Eruditorum (Leipzig, 1748)
- De solutione cubicarum aliarumque aequationum ope sinuum (Wittenberg, 1751)
- Theorematis algebraici demonstratio (Wittenberg, 1751)
- Kurze Anleitung zur deutschen Sprachkunst für die Jugend (Wittenberg, 1776).